# Крістіан Плесс
Крістіан Плесс (дан. Kristian Pless; нар. 9 лютого 1981) — колишній данський тенісист.
Найвищу одиночну позицію світового рейтингу — 65 місце досяг 28 січня 2002, парну — 172 місце — 23 липня 2007 року.
Найвищим досягненням на турнірах Великого шолома було 3 коло в одиночному розряді.
Завершив кар'єру 2009 року.

## Юніорські фінали турнірів Великого шолома

### Одиночний розряд: 3 (1–2)
| Результат | Рік  | Турнір                                 | Покриття | Суперник       | Рахунок       |
| --------- | ---- | -------------------------------------- | -------- | -------------- | ------------- |
| Перемога  | 1999 | Відкритий чемпіонат Австралії з тенісу | Тверде   | Михайло Южний  | 6–4, 6–3      |
| Поразка   | 1999 | Вімблдонський турнір                   | Трава    | Юрген Мельцер  | 6–7, 3–6      |
| Поразка   | 1999 | Відкритий чемпіонат США з тенісу       | Тверде   | Яркко Ніємінен | 7–6, 3–6, 4–6 |

### Парний розряд: 2 (1–1)
| Результат | Рік  | Турнір                                 | Покриття | Partnet       | Суперники                        | Рахунок       |
| --------- | ---- | -------------------------------------- | -------- | ------------- | -------------------------------- | ------------- |
| Перемога  | 1999 | Відкритий чемпіонат Австралії з тенісу | Тверде   | Юрген Мельцер | Ладіслав Храмоста Міхал Навратіл | 6–7, 6–3, 6–0 |
| Поразка   | 1999 | Відкритий чемпіонат Франції з тенісу   | Ґрунт    | Олів'є Рохус  | Іраклій Лабадзе Ловро Зовко      | 1–6, 6–7      |

## Фінали ATP Челленджер і ITF Ф'ючерс

### Одиночний розряд: 20 (7–13)
| Легенда               |
| --------------------- |
| ATP Челленджер (4–11) |
| ITF Ф'ючерс (3–2)     |

| Фінали за покриттям |
| ------------------- |
| Тверде (1–9)        |
| Ґрунт (4–2)         |
| Трава (0–0)         |
| Килим (2–2)         |

| Результат | В-П  | Дата     | Турнір                              | Рівень     | Покриття | Суперник          | Рахунок                 |
| --------- | ---- | -------- | ----------------------------------- | ---------- | -------- | ----------------- | ----------------------- |
| Поразка   | 0–1  | Кві 1999 | Нова Зеландія F3, Крайстчерч        | Ф'ючерс    | Тверде   | Луїс Восло        | 4–6, 3–6                |
| Перемога  | 1–1  | Тра 2000 | Австрія F3, Швац                    | Ф'ючерс    | Ґрунт    | Скотт Баррон      | 6–3, 7–5                |
| Перемога  | 2–1  | Чер 2000 | Ірландія F1, Дублін                 | Ф'ючерс    | Килим    | Грант Дойл        | 6–3, 6–7(5–7), 6–1      |
| Перемога  | 3–1  | Сер 2000 | Угорщина F6, Будапешт               | Ф'ючерс    | Ґрунт    | Александер Пея    | 7–5, 6–3                |
| Поразка   | 3–2  | Лют 2001 | Кінгстон-апон-Галл, Велика Британія | Челленджер | Килим    | Міхаель Кольманн  | 7–5, 6–7(3–7), 6–7(5–7) |
| Перемога  | 4–2  | Тра 2001 | Единбург, Велика Британія           | Челленджер | Ґрунт    | Горка Фрайле      | 6–3, 6–3                |
| Поразка   | 4–3  | Чер 2001 | Фюрт, Німеччина                     | Челленджер | Ґрунт    | Херман Пуентес    | 4–6, 3–6                |
| Перемога  | 5–3  | Гру 2001 | Ріо-де-Жанейро, Бразилія            | Челленджер | Тверде   | Рікардо Мелло     | 6–1, 6–1                |
| Поразка   | 5–4  | Чер 2004 | Польща F3, Варшава                  | Ф'ючерс    | Ґрунт    | Душан Кароль      | 3–6, 4–6                |
| Поразка   | 5–5  | Сер 2005 | Белу-Оризонті, Бразилія             | Челленджер | Тверде   | Джон-Пол Фруттеро | 6–7(4–7), 6–7(6–8)      |
| Поразка   | 5–6  | Жов 2005 | Саутгемптон, Велика Британія        | Челленджер | Тверде   | Жером Енель       | 2–6, 3–6                |
| Поразка   | 5–7  | Лип 2006 | Дублін, Ірландія                    | Челленджер | Килим    | Міша Зверєв       | 5–7, 6–7(6–8)           |
| Поразка   | 5–8  | Жов 2006 | Ноттінгем, Велика Британія          | Челленджер | Тверде   | Александер Васке  | 4–6, 3–6                |
| Перемога  | 6–8  | Лис 2006 | Рімускі, Канада                     | Челленджер | Килим    | Лу Єнь-Сюнь       | 6–4, 7–6(7–5)           |
| Поразка   | 6–9  | Лис 2006 | Нашвілл, США                        | Челленджер | Тверде   | Робін Гаасе       | 6–7(9–11), 3–6          |
| Перемога  | 7–9  | Кві 2007 | Сен-Бріє, Франція                   | Челленджер | Ґрунт    | Фаррух Дустов     | 6–3, 6–1                |
| Поразка   | 7–10 | Вер 2007 | Гренобль, Франція                   | Челленджер | Тверде   | Ніколас Лапентті  | 3–6, 5–7                |
| Поразка   | 7–11 | Бер 2008 | Шербур, Франція                     | Челленджер | Тверде   | Тьєррі Асьйон     | 5–7, 6–7(5–7)           |
| Поразка   | 7–12 | Чер 2008 | Ізмір, Туреччина                    | Челленджер | Тверде   | Жіль Мюллер       | 5–7, 3–6                |
| Поразка   | 7–13 | Лис 2008 | Рімускі, Канада                     | Челленджер | Тверде   | Раян Світінг      | 4–6, 6–7(3–7)           |

### Парний розряд: 7 (4–3)
| Легенда              |
| -------------------- |
| ATP Челленджер (4–1) |
| ITF Ф'ючерс (0–2)    |

| Фінали за покриттям |
| ------------------- |
| Тверде (2–2)        |
| Ґрунт (0–0)         |
| Трава (1–0)         |
| Килим (1–1)         |

| Результат | В-П | Дата     | Турнір                       | Рівень     | Покриття | Партнер              | Суперники                        | Рахунок            |
| --------- | --- | -------- | ---------------------------- | ---------- | -------- | -------------------- | -------------------------------- | ------------------ |
| Поразка   | 0–1 | Кві 1999 | Нова Зеландія F3, Крайстчерч | Ф'ючерс    | Тверде   | Марк Нілсен          | Вінн Крісвелл Шон Рудман         | 2–6, 6–2, 1–6      |
| Перемога  | 1–1 | Гру 1999 | Лакхнау, Індія               | Челленджер | Трава    | Парадорн Шрічапхан   | Мартін Лі Джеймі Дельгадо        | 5–7, 6–3, 7–5      |
| Поразка   | 1–2 | Чер 2000 | Ірландія F1, Дублін          | Ф'ючерс    | Килим    | Яркко Ніємінен       | Жіль Ельсенеер Жан-Мішель Пекері | 6–7(2–7), 6–4, 3–6 |
| Перемога  | 2–2 | Гру 2000 | Прага, Чехія                 | Челленджер | Тверде   | Айсам-уль-Хак Куреші | Їво Гойбергер Вілле Льюкко       | 6–4, 6–4           |
| Перемога  | 3–2 | Лип 2005 | Кампус-ду-Жордан, Бразилія   | Челленджер | Тверде   | Александар Власький  | Франко Феррейро Марсело Мело     | 7–6(7–5), 6–4      |
| Перемога  | 4–2 | Лис 2006 | Рімускі, Канада              | Челленджер | Килим    | Фредерік Нільсен     | Яспер Сміт Мартейн ван Гастерен  | 6–2, 6–4           |
| Поразка   | 4–3 | Лис 2008 | Рімускі, Канада              | Челленджер | Тверде   | Міхаель Рідерстедт   | Милош Раонич Вашек Поспішил      | 7–5, 4–6, [6–10]   |

## Часовий графік результатів
| W | Ф | ПФ | ЧФ | #Р | КТ | К# | DNQ | A | NH |

### Одиночний розряд
| Турніри Великого шлему                 |     |     |              |              |              |              |              |              |              |              |        |      |     |
| Відкритий чемпіонат Австралії з тенісу |     | К1р | 3р           | 1р           |              | К3р          | К2р          | 1р           | К1р          |              | 0 / 3  | 2–3  | 40% |
| Відкритий чемпіонат Франції з тенісу   |     | 2р  | 1р           |              | 1р           | К3р          | 1р           | 2р           |              |              | 0 / 5  | 2–5  | 29% |
| Вімблдонський турнір                   |     | 2р  | 1р           |              | 1р           | К2р          | 1р           | 1р           | К2р          | К2р          | 0 / 5  | 1–5  | 17% |
| Відкритий чемпіонат США з тенісу       | К2р | 2р  | 2р           |              | 2р           | К2р          | 2р           | 1р           | К2р          |              | 0 / 5  | 4–5  | 44% |
| В-П                                    | 0–0 | 3–3 | 3–4          | 0–1          | 1–3          | 0–0          | 1–3          | 1–4          | 0–0          | 0–0          | 0 / 18 | 9–18 | 33% |
| Тур ATP Мастерс 1000                   |     |     |              |              |              |              |              |              |              |              |        |      |     |
| Індіан-Веллс                           |     |     | К2р          | К2р          |              |              |              | 1р           |              |              | 0 / 1  | 0–1  | 0%  |
| Відкритий чемпіонат Маямі з тенісу     |     | К1р | 1р           |              |              |              |              |              |              |              | 0 / 1  | 0–1  | 0%  |
| Монте-Карло                            |     | К1р | 2р           |              |              |              |              |              |              |              | 0 / 1  | 1–1  | 50% |
| Гамбург                                |     |     |              |              |              |              |              | К1р          |              | НСМ          | 0 / 0  | 0–0  | –   |
| Рим                                    |     |     | К2р          |              |              |              |              |              |              |              | 0 / 0  | 0–0  | –   |
| Мастерс Канада                         |     |     | 2р           |              |              |              | К1р          |              |              |              | 0 / 1  | 1–1  | 50% |
| Мастерс Цинциннаті                     |     |     | К1р          |              |              |              | К1р          |              |              |              | 0 / 0  | 0–-0 | –   |
| Штутгарт                               |     | К1р | Не проводили | Не проводили | Не проводили | Не проводили | Не проводили | Не проводили | Не проводили | Не проводили | 0 / 0  | 0–-0 | –   |
| В-П                                    | 0–0 | 0–0 | 2–3          | 0–0          | 0–0          | 0–0          | 0–0          | 0–1          | 0–0          | 0–0          | 0 / 4  | 2–4  | 33% |